# Olga Strazjeva
Olga Strazjeva (Ольга Володимирівна Стражева), född den 12 november 1972 i Zaporizjzja,  Ukrainska SSR, Sovjetunionen, är en sovjetisk gymnast.
Hon tog OS-guld i lagmångkampen i samband med de olympiska gymnastiktävlingarna 1988 i Seoul.